# Temporada 1947-1948 del Club Joventut Badalona
La temporada 1947-1948 va ser la 9a temporada en actiu del Club Joventut Badalona des que va començar a competir de manera oficial. En aquesta temporada es va proclamar campió per primera vegada del Copa del Generalíssim, i en va ser subcampió del XXIII Campionat de Catalunya.

## Resultats
Campionat d'Espanya - Copa del Generalíssim
El Joventut es va proclamar campió en la segona participació del club al Campionat d'Espanya. A vuitens de final es va desfer del CD Hispània de Palma, a quarts va derrotar el Bàsquet Institució Montserrat de Barcelona, i a semifinals va eliminar el CF Barcelona. A la final, celebrada al Instituto Deportivo “Teniente General Yagüe” (Burgos), el Joventut va guanyar el Real Madrid CF per 41 a 32. Els màxims anotadors del partit van ser verd-i-negres: Andreu Oller (13), Marcel·lí Maneja (12) i Eduard Kucharski (11).
Campionat de Catalunya
El Joventut va ser subcampió del Campionat de Catalunya amb 22 punts, a un punt del primer classificat.

## Plantilla
La plantilla del Joventut aquesta temporada va ser la següent:
| Club Joventut Badalona: plantilla 1947-48 |
| Jugadors                                  |
| Marcel·lí Maneja                          |
| Eduard Kucharski                          |
| Jaume Valls                               |
| Jaume Bassó                               |
| Andreu Oller                              |
| Josep Gubern                              |
| Eugeni Espiga                             |
| Jacint Duñó                               |
| Carbó                                     |
| Alsina                                    |
| Domènec Petit                             |
| Entrenador                                |
| Josep Vila                                |
| José Tomás                                |